# Gaston Rebry
Gaston Rebry (Rollegem-Kapelle, 29 de enero de 1905-Wevelgem, 3 de julio de 1953) fue un ciclista belga. Su período profesional fue desde 1926 hasta 1940. Se le conocía como «Buldog».

## Palmarés
1928
- 1 etapa del Tour de Francia

1929
- 1 etapa del Tour de Francia

1931
- París-Roubaix
- 1 etapa del Tour de Francia

1932
- 1 etapa del Tour de Francia

1934
- París-Roubaix
- Tour de Flandes
- París-Niza

1935
- París-Roubaix

## Resultados en Grandes Vueltas y Campeonatos del Mundo
Durante su carrera deportiva ha conseguido los siguientes puestos en las Grandes Vueltas y en los Campeonatos del Mundo en carretera:
| Carrera         | 1924 | 1925 | 1926 | 1927 | 1928 | 1929 | 1930 | 1931 | 1932 | 1933 | 1934 | 1935 | 1936 | 1937 | 1938 | 1939 |
| --------------- | ---- | ---- | ---- | ---- | ---- | ---- | ---- | ---- | ---- | ---- | ---- | ---- | ---- | ---- | ---- | ---- |
| Giro de Italia  | -    | -    | -    | -    | -    | -    | -    | -    | -    | Ab.  | -    | -    | -    | -    | -    | -    |
| Tour de Francia | -    | -    | -    | Ab.  | 12.º | -    | 10.º | 4.º  | 20.º | 14.º | Ab.  | -    | -    | -    | -    | -    |
| Vuelta a España | -    | -    | -    | -    | -    | -    | -    | -    | -    | -    | -    | -    | -    | -    | -    | -    |
| Mundial en Ruta | -    | -    | -    | -    | -    | -    | -    | 7º   | -    | -    | -    | Ab.  | -    | -    | -    | -    |

-: no participa

Ab.: abandono